# Автомагістраль D2 (Чехія)
Автомагістраль D2 (чеськ. Dálnice D2) — шосе в Чехії. Вона пролягає від міста Брно до кордону зі Словаччиною на річці Морава біля Ланжгота, звідки словацька D2 веде до Братислави.
Будівництво шосе D2 почалося в 1974 році; перші 11 км відкрито в 1978 році. Остання частина автомагістралі була відкрита в 1980 році, коли вона була 141 км довго. Після розпаду Чехословаччини в 1993 році 61 км залишаються в Чехії, 80 км у Словаччині.